# 나나우라촌 (사가현)
나나우라촌(일본어: 七浦村)은 일본 사가현 후지쓰군에 있던 촌이다. 현재의 가시마시, 다라정에 해당한다.

## 역사
- 1889년 4월 1일 - 정촌제 시행에 의해 후지쓰군 나나우라촌이 성립하였다.
- 1955년 3월 1일 - 나나우라촌이 분할해 가시마시와, 다라정의 일부를 나누어 편입해 소멸하였다.

## 촌장
- 나카무라 요시카네 (中村良謙)

## 참고문헌
- 『市町村名変遷辞典』東京堂出版、1990年。